# Сірра Макклейн
Сірра Айліна Макклейн (народилася 16 березня 1994 року) — американська акторка та співачка. Як актриса вона вперше отримала визнання за роль Сьєрри у фільмі «Татові маленькі дівчатка» (2007). Вона досягла свого прориву в ролі Несси Паркер у телесеріалі «Імперія» (2016—2018), а також відома завдяки ролі Тані Кліфтон у телесеріалі «Мисливець за розумом» (2019). Вона грала головну роль Тоші у фільмах «Хані» (2018) і Каріни у фільмі «Психоаналітик» (2009). Зараз вона грає роль Грейс Райдер у телесеріалі «9-1-1: Самотня зірка» (2020–тепер).
Як співачка, вона відома за участь у братській групі Thriii зі своїми сестрами.

## Раннє життя
Сірра Айліна Макклейн народилася 16 березня 1994 року в Декейтері, штат Джорджія. Її батько, Майкл Макклейн, був музичним продюсером, який продюсував дебютний альбом Соланж Ноулз «Solo Star» (2002). Її мати, Шонтелл, авторка пісень і колишня сценаристка. У неї є дві молодші сестри, Лорін і Чайна Енн, які також актриси та співачки, а також є молодший брат Габріель.

## Кар'єра

### 2005—2010:Татові маленькі дівчаткаі 3mcclaingirls
Після того, як її сестру у 2004 році обрав музичний керівник, який почув, як вона співає, Чайна взяла участь у фільмі «Євангеліє» (2005) із Сьєррою у дитячому хорі. Приблизно в цей час сестри створили музичну групу 3mcclaingirls. У грудні 2005 року під час зйомок Тайлера Перрі «Дім Пейна» Чайна представила своїх сестер Сьєрру та Лорін продюсеру шоу, і вони виконали для нього пісню. Потім їх взяли на роль сестер Джеймс у фільмі «Татові маленькі дівчатка» (2007), а Сьєрра зіграла гостьову роль у серіалі «Дім Пейна» Тайлера Перрі. У 2008 році три сестри почали публікувати відео з каверами до пісень на своєму YouTube-каналі. Макклейн зіграла роль сусіда в короткометражному фільмі «Six Blocks Wide» (2008). Наступного року вона знялася в ролі Каріни у фільмі «Психоаналітик» разом із Кевіном Спейсі та Кеке Палмером.

### 2011—2014: McClain Sisters іANT Farm
Після того, як у 2011 році Чайна запустила власне шоу на Disney Channel під назвою «Табір О. С.А.», Макклейн і її сестри змінили назву групи на McClain Sisters і заспівали дві пісні в саундтреку «Табору О. С.А.»: «Perfect Mistake» і «Electronic Apology». Сьєрра Макклейн також була автором саундтреку для серіалу. У грудні група виконала свою версію пісні «Jingle Bell Rock» на різдвяному параді в парку Дісней у 2011 році. У березні 2012 року група підписала контракт з Hollywood Records, випустила свою пісню «Rise» і виступила на розіграші в Х'юстоні на Houston Rodeo для Big Time Rush під час їхнього Better with U Tour.
Вони виступили на фестивалі Easter Egg Roll у Білому домі у квітні 2012 році. У листопаді 2012 року Макклейн виконала пісню «Go» зі своєю сестрою Лорін під час епізоду «chANTs of a Lifetime» для «Таборі О. С.А.». З кінця 2012 по 2016 рік Макклейн і її сестри продовжували виступати і випускати пісні. Зокрема, вони випустили свою пісню «The Great Divide», яка посіла 4 місце в Білборд US Чарти Billboard; виступили на пре–шоу для Radio Disney Music Awards 2014 та отримали нагороду; і провели свій перший хедлайнерський концерт у House of Blues в Анагаймі, Каліфорнія; виступили на 19-му Arthur Ashe Kids' Day. З літа до осені 2014 року група вирушила на державний ярмарок–тур по США. У грудні 2013 року Китай оголосив у Twitter, що третій сезон буде останнім у ситкомі «Табір О. С.А.». Незабаром після цього оголошення сестри Макклейн пішли з Hollywood Records. Після того як залишили звукозаписний лейбл, група змінила назву з McClain Sisters на просто McClain.

### 2015–тепер:Імперіята9-1-1: Самотня зірка
У вересні 2015 року Макклейна взяли на роль у пілотному серіалі «Showtime» Лени Вейт, але його не підтримали. У 2016 році Макклейн була обрана і почала зніматися в ролі Несси Паркер, повторюваної ролі, в телесеріалі «Імперія» (2016—2018). Для серіалу вона виконала кілька пісень, а її роль Несси вважається її проривною роллю. Її жіноча група, McClain, пішла на перерву після того, як усі три сестри взяли різні акторські ролі. Далі вона зіграла роль Тоші в танцювальному фільмі «Хані» (2018). Вона здобула подальше визнання, виконавши головну роль Тані Кліфтон у другому сезоні схваленого критиками телесеріалу «Мисливець за розумом» (2019). Вона привернула більше уваги після головної ролі Грейс Райдер у телесеріалі «9-1-1: Самотня зірка» (2020–тепер).
У червні 2020 року її група змінила назву на Thriii і виступила на Radio Disney Presents ARDYs Summer Playlist.

## Особисте життя
Вона є християнкою і проживає в Атланті, штат Джорджія, зі своєю сім'єю.

## Фільмографія

### Фільми
| Рік      | Назва                  | Роль                   | Примітки       |
| -------- | ---------------------- | ---------------------- | -------------- |
| 2005 рік | Євангеліє              | Молодь у дитячому хорі |                |
| 2007 рік | Татові маленькі доньки | Сьєрра                 |                |
| 2008 рік | Ширина шести кварталів | Сусідка                | Короткий фільм |
| 2009 рік | Психоаналітик          | Каріна                 |                |
| 2018 рік | Хані                   | Тоша                   |                |

### Телесеріали
| Рік            | Назва                       | Роль         | Примітки                                          |
| -------------- | --------------------------- | ------------ | ------------------------------------------------- |
| 2007 рік       | Будинок Пейна Тайлера Перрі | Жасмин       | Епізоди: «Батьківство та братство: частини 1 і 2» |
| 2012 рік       | Табір О.С.А.                | Сьерра       | Епізод: «CANTs of a Lifetime»                     |
| 2015 рік       | Без назви                   | Джеріка      | Не вийшов в ефір                                  |
| 2016–2018 роки | Імперія                     | Несса Паркер | Повторювана роль (3-4 сезони)                     |
| 2019 рік       | Мисливець за розумом        | Таня Кліфтон | Головна роль                                      |
| 2020–тепер     | 9-1-1: Самотня зірка        | Грейс Райдер | Головна роль                                      |